# Elecciones locales de Bogotá de 2007
Las elecciones locales de Bogotá de 2007 se llevaron a cabo el domingo 28 de octubre de 2007 en la ciudad de Bogotá, donde fueron elegidos los siguientes cargos que tomaron posesión el 1 de enero de 2008 para un período de cuatro años:
- Alcalde Mayor.
- Los 45 miembros del Concejo Distrital.
- Los 184 miembros de las Juntas Administradoras Locales de las 20 localidades de la ciudad (entre 7 y 11 por localidad, según su población).

## Legislación
Según la Constitución de Colombia, pueden ejercer su derecho a sufragio los ciudadanos mayores 18 años de edad que no hagan parte de la Fuerza Pública, no estén en un proceso de interdicción, y que no hayan sido condenados. Las personas que se encuentran en centros de reclusión, tales como cárceles o reformatorios, podrán votar en los establecimientos que determine la Registraduría Nacional. La inscripción en el registro civil no es automática, el ciudadano debe dirigirse a la sede regional de la Registraduría para inscribir su identificación personal en un puesto de votación.
La Ley 136 de 1994 establece que para ser elegido alcalde se requiere ser ciudadano colombiano en ejercicio y haber nacido o ser residente del respectivo municipio o de la correspondiente área metropolitana durante un año anterior a la fecha de inscripción o durante un período mínimo de tres años consecutivos en cualquier época. El alcalde se elige por mayoría simple, sin tener en cuenta la diferencia de votos con relación a quien obtenga el segundo lugar. Sin embargo, actualmente se encuentra en trámite en el Congreso de la República un proyecto de reforma constitucional que establece la segunda vuelta para la elección del mandatario de la ciudad.
Está prohibido para los funcionarios públicos del Distrito difundir propaganda electoral a favor o en contra de cualquier partido, agrupación o movimiento político, a través de publicaciones, estaciones de televisión y de radio o imprenta pública, según la Constitución y la Ley Estatutaria de Garantías Electorales. También les está expresamente prohibido acosar, presionar, o determinar, en cualquier forma, a subalternos para que respalden alguna causa, campaña o controversia política.
Los organismos encargados de velar administrativamente por el evento son la Registraduría Nacional del Estado Civil y el Consejo Nacional Electoral.

## Resultados

### Alcaldía Mayor
Las elecciones de Alcalde Mayor, que es considerado el segundo cargo de elección popular de mayor importancia en el país, llegaron como más opcionados el candidato Samuel Moreno Rojas del partido de izquierda Polo Democrático Alternativo y en segundo lugar el exalcalde de la ciudad apoyado por los partidos uribistas y por el oficialismo del Partido Liberal Enrique Peñalosa Londoño. La campaña estuvo acompañada de propaganda negra, descalificaciones y difamación para los candidatos y quienes los apoyaban. La última semana antes de elecciones varios medios de comunicación presentaron una serie de opiniones, grabaciones y otros elementos que buscaban desacreditar al candidato Moreno. El Polo Democrático Alternativo, partido de Moreno acusó al Presidente de la República Álvaro Uribe Vélez de participar en política ya que, apareciendo por todos los canales de televisión y en varios consejos comunales, sugirió indirectamente a los bogotanos que no apoyaran a Moreno, a quien las encuestas daban como ganador. De la misma forma el candidato Peñalosa dijo haber sido víctima de la difamación de personas inescrupulosas que querían poner en contra suya a los taxistas, los beneficiarios de los programas sociales de la administración Garzón y de los sectores de la educación pública.
 El 28 de octubre Samuel Moreno fue elegido Alcalde Mayor de Bogotá para el periodo 2008 - 2012.
|                               |                               | Samuel Moreno Rojas           | Polo Democrático Alternativo       | 920 013   | 43.94     |           |           |
|                               |                               | Enrique Peñalosa Londoño      | G.S.C Peñalosa Alcalde             | 591 373   | 28.24     |           |           |
|                               |                               | William Vinasco Chamorro      | Movimiento Nacional Afrocolombiano | 351 098   | 16.77     |           |           |
|                               |                               | Juan Carlos Flórez Arcila     | Alianza Social Indígena            | 34 561    | 1.65      |           |           |
|                               |                               | Antonio Galán Sarmiento       | G.S.C Siempre Adelante             | 34 200    | 1.63      |           |           |
|                               |                               | Jorge Leyva Valenzuela        | Partido Conservador Colombiano     | 15 731    | 0.75      |           |           |
| Votos blancos                 | Votos blancos                 | Votos blancos                 | Votos blancos                      | 84 550    | 4.04      |           |           |
| Votos nulos                   | Votos nulos                   | Votos nulos                   | Votos nulos                        | 24 162    | 1.15      |           |           |
| Tarjetas no marcadas          | Tarjetas no marcadas          | Tarjetas no marcadas          | Tarjetas no marcadas               | 38 167    | 1.82      |           |           |
| Total de votos válidos        | Total de votos válidos        | Total de votos válidos        | Total de votos válidos             | 2 031 526 | 97.02     |           |           |
| Total de votos escrutados     | Total de votos escrutados     | Total de votos escrutados     | Total de votos escrutados          | 2 093 855 | 47.83     |           |           |
| Total de votantes habilitados | Total de votantes habilitados | Total de votantes habilitados | Total de votantes habilitados      | 4 378 026 | 4 378 026 | 4 378 026 | 4 378 026 |

### Concejo Distrital
| Partido                           | Votos   | %     | Curules |
| --------------------------------- | ------- | ----- | ------- |
| Polo Democrático Alternativo      | 360.863 | 17.50 | 11      |
| Partido Cambio Radical            | 339.459 | 16.46 | 11      |
| Partido Social de Unidad Nacional | 232.328 | 11.26 | 7       |
| Partido Liberal Colombiano        | 206.786 | 10.03 | 6       |
| Partido Conservador Colombiano    | 96.610  | 4.68  | 3       |
| Movimiento MIRA                   | 78.332  | 3.80  | 2       |
| Convergencia Ciudadana            | 67.894  | 3.29  | 2       |
| Alas Equipo Colombia              | 55.686  | 2.7   | 1       |
| Partido Verde Opción Centro       | 52.289  | 2.54  | 1       |
| Pacto                             | 33.802  | 1.64  | 1       |
| Partido Colombia Democrática      | 26.492  | 1.28  | 0       |
| Movimiento Apertura Liberal       | 18.475  | 0.90  | 0       |
| Alianza Social Afrocolombiana     | 15.511  | 0.75  | 0       |
| Alianza Social Indígena           | 8.707   | 0.42  | 0       |
| Movimiento Colombia Viva          | 7.240   | 0.35  | 0       |
| Autoridades Indígenas de Colombia | 1.825   | 0.09  | 0       |

## Precandidatos a la Alcaldía
A continuación se listan los candidatos que inicialmente se presentaron como aspirantes:

### Cívicos
- Enrique Peñalosa Londoño: Abogado, ha sido representante a la Cámara (1990-1992) y alcalde Mayor (1998-2000).

### Partido Liberal
- Antonio Galán Sarmiento: Ingeniero químico, ha sido miembro de la Asamblea Nacional Constituyente (1991), gerente de la Empresa de Telecomunicaciones de Bogotá (1992-1993) y concejal de la ciudad (2001-2007).
- Ovidio Claros Polanco: Abogado, ha sido contralor de Bogotá (1998-2001) y representante a la Cámara (2002-2004).

### Partido Conservador
- Diego Arango, director del canal de televisión Teleamiga.
- Telésforo Pedraza, ha sido embajador en Países Bajos y representante a la Cámara (2002-2006).
- Jorge Leyva Valenzuela, periodista y abogado, hijo del exministro Álvaro Leyva.

### Polo Democrático Alternativo
- María Emma Mejía Vélez: Ha sido ministra de Educación (1994-1996) y de Relaciones Exteriores (1996-1998), y candidata a la Alcaldía (2000, 2003).
- Samuel Moreno Rojas: Ha sido Senador (1991-2006) y presidente de su partido.
- Hernando Gómez Serrano: Ha sido Alcalde Menor de Chapinero.
- Édgar Montenegro.

### Alianza Social Indígena
- Juan Carlos Flórez: Historiador y periodista, ha sido Concejal de Bogotá (1994-1997, 2001-2003) y candidato a la Alcaldía.

### MIRA
- Carlos Alberto Baena: Abogado, ha sido presidente del partido, y fue Concejal de Bogotá desde 2001.

### Alas Equipo Colombia
- Leonor Serrano de Camargo: Ha sido alcaldesa de Fusagasugá, gobernadora de Cundinamarca (1995-1997) y senadora (2002-2006).
- Jorge Enrique Niño Velandia.

### Colombia Viva
- Luis Fernando Olivares: Ha sido concejal (2001-2007).
- Luis Jesús Torres
- Juan Manuel Corredor
- Félix Ariño

### Movimiento Nacional Afrocolombiano
William Vinasco Chamorro: ha sido periodista deportivo, vinculado a Caracol Televisión desde 1993 como narrador de los partidos de la Selección de fútbol de Colombia, fundó su propia red de emisoras radiales Radiopolis, 

## Definición de candidaturas
El Partido Liberal, pese a tener dos posibles aspirantes, decide respaldar la candidatura del exalcalde Peñalosa  y algunas semanas después el partido Cambio Radical hace lo propio. Para entonces (junio) Peñalosa es considerado como el amplísimo favorito de la contienda, duplicando a su más cercana contendora, María Emma Mejía.
Para el 8 de julio se programaron las consultas de los partidos políticos para escoger candidatos a las elecciones regionales y en Bogotá la jornada arrojó los siguientes resultados:
Polo Democrático Alternativo:
- Samuel Moreno Rojas: 72.902 votos
- María Emma Mejía: 27.907 votos
- Hernando Gómez Serrano: 4.925 votos
- Édgar Montenegro: 425 votos

Alas Equipo Colombia:
- Leonor Serrano: 9.536 votos
- Jorge Enrique Niño Velandia: 447 votos

Colombia Viva:
- Luis Fernando Olivares: 815 votos
- Luis Jesús Torres: 574 votos
- Juan Manuel Corredor: 549 votos
- Félix Ariño: 184 votos

MIRA:
Este partido consultó si el único candidato, Carlos Alberto Baena López, debería lanzarse a la Alcaldía de Bogotá.
- A favor: 34.985 votos
- En contra: 604 votos

Días después, y conociendo la decisión del concejal Antonio Galán de mantenerse en la competencia, como independiente, la firma Datexco arrojó los siguientes resultados de un sondeo de opinión:
14 de julio 
- Enrique Peñalosa 35,4%
- Samuel Moreno 32,7%
- Antonio Galán 9,3%
- Carlos Baena 5,5%
- Leonor Serrano 3,1%
- Juan Carlos Flórez 0,7%
- Luis Fernando Olivares 0,3%

Posteriormente MIRA decidió que Carlos Alberto Baena nuevamente encabezara su lista al concejo distrital y prefirió no presentar candidato propio a la alcaldía. Una nueva encuesta de Datexco confirmó la tendencia al alza del candidato polista y la directa rivalidad de este con el exalcalde Peñalosa.
3 de agosto  :
- Samuel Moreno 37,2%
- Enrique Peñalosa 34,7%
- Leonor Serrano 5,4%
- Antonio Galán 3,3%
- Juan Carlos Flórez 0,6%
- Telésforo Pedraza 0,0%

En su convención distrital el Partido Conservador debía dirimir su respaldo entre los precandidatos Diego Arango y Jorge Leyva, pero la decisión se facilitó al declinar Arango su aspiración. Así mismo, y debido a los precarios resultados obtenidos el 8 de julio, así como el registro en las encuestas, Colombia Viva decidió retirar la candidatura del concejal Olivares.
Finalmente se inscribieron como candidatos a la Alcaldía de Bogotá siete personas:
- Samuel Moreno Rojas, candidato del Polo Democrático Alternativo
- Enrique Peñalosa Londoño, Cívico ("Peñalosa Alcalde")
- Antonio Galán Sarmiento, Cívico ("Siempre Adelante")
- Leonor Serrano de Camargo, candidata de Alas Equipo Colombia
- Juan Carlos Flórez, candidato de la Alianza Social Indígena
- Jorge Leyva Valenzuela, candidato del Partido Conservador Colombiano
- William Vinasco Chamorro, candidato del Movimiento Nacional Afrocolombiano

Vinasco es un popular periodista deportivo, conocido como "William Vinasco Ch", quien en las elecciones de 2000 postuló a la alcaldía y obtuvo el cuarto lugar; su inscripción fue una sorpresa, máxime cuando la realizó por internet, a nombre de un movimiento prácticamente desconocido, y desde Canadá.

## Campaña electoral y sondeos de opinión
El 18 de agosto la firma Datexco presentó los resultados de un nuevo sondeo, en el que Samuel Moreno consolida su primer lugar.
18 de agosto :
- Samuel Moreno Rojas 39,9%
- Enrique Peñalosa 31,5%
- Antonio Galán 5,9%
- William Vinasco 4,9%

El día 28 de agosto Leonor Serrano de Camargo declinó su candidatura y evalúa la posibilidad de respaldar a Samuel Moreno Rojas.
La encuesta publicada el 31 de agosto por El Tiempo, ya sin Serrano en la competencia entrega los siguientes resultados :
- Enrique Peñalosa 34%
- Samuel Moreno 31%
- William Vinasco 6,9%
- Antonio Galán 4,6%
- Jorge Leyva 1,8%
- Juan Carlos Flórez 1%

El 18 de septiembre  El Tiempo y RCN entregaron dos encuestas que si bien difieren en la punta de la competencia, muestran la consolidación de Vinasco como la tercería.
Datexco (El Tiempo)
- Enrique Peñalosa 30.9%
- Samuel Moreno 30.7%
- William Vinasco 12.8%
- Antonio Galán 4.1%
- Juan Carlos Flórez 1.8%
- Jorge Leyva 0.9%

Yanhaas (RCN)
- Samuel Moreno 36.4%
- Enrique Peñalosa 29.6%
- William Vinasco 13.9%
- Antonio Galán 4.9%

El 18 de octubre se oficializa la adhesión a la candidatura de Samuel Moreno de un grupo muy significativo de líderes del Partido Liberal, a pesar de la decisión de las directivas de este partido de apoyar a Enrique Peñalosa; entre los líderes que deciden apoyarlo se encuentran:
- Los senadores Piedad Córdoba y Luis Fernando Duque.
- Los representantes a la Cámara Joaquín Camelo y Clara Pinillos.
- Los exministros Jaime Angulo Bossa y Edmundo López.
- Los concejales Ángela Benedetti y Jorge Lozada.
- Los secretarios nacionales de sindicatos (Víctor Pardo), organizaciones de base (Jaime Pulido) y campesinos (Germán Arias).
- El vicepresidente del Directorio Distrital Liberal Juan Pablo Camacho.
- El Director del Instituto del Pensamiento Liberal Alberto Ávila.
- Miembros del Consejo Programático Nacional del Partido como Eduardo Sarmiento Palacio (Presidente), Ivonne González (Vicepresidenta), Ricardo Andrés Bello (representante de la ONJL) y Jorge Pinilla Cogollo (expresidente del Directorio Distrital Liberal).

Tales manifestaciones de apoyo han creado un cisma en el Partido Liberal, pues del otro lado siguen manteniendo su apoyo a Peñalosa el director Nacional César Gaviria, el presidente del Directorio Distrital, senador Héctor Helí Rojas y concejales como Jorge Durán Silva, Armando Gutiérrez y Gilma Jiménez.
El 19 de octubre el periódico El Espectador  Archivado el 22 de octubre de 2007 en Wayback Machine. presenta una encuesta que confirma la ventaja de Samuel Moreno y pone por primera vez en peligro el segundo lugar de Peñalosa, debido al vertiginoso ascenso de Vinasco. Por primera vez Jorge Leyva sale del último lugar, gracias probablemente a su mayor exposición a medios en las últimas semanas:
- Samuel Moreno 34%
- Enrique Peñalosa 27%
- William Vinasco 22%
- Jorge Leyva 3%
- Antonio Galán 2%
- Juan Carlos Flórez 1%

El 20 de octubre el diario El Tiempo  publicó una encuesta contratada a Datexco en la que la ventaja de Moreno supera los 16 puntos porcentuales, en un resultado que según los analistas marca una tendencia que podría ser definitiva; Vinasco nuevamente aparece cerca al segundo lugar de Peñalosa, mientras Galán recupera el cuarto lugar:
- Samuel Moreno 38.6%
- Enrique Peñalosa 22.3%
- William Vinasco 16.2%
- Antonio Galán 4.8%

Apenas dos y un día antes de las elecciones, dos encuestas más auguran un contundente triunfo de Samuel Moreno y la disputa por el segundo lugar entre Vinasco y Peñalosa:
El Tiempo (Datexco, 26 de octubre)
- Samuel Moreno 39.5%
- Enrique Peñalosa 22.1%
- William Vinasco 18.2%
- Antonio Galán 2.6%
- Jorge Leyva 1.6%
- Juan Carlos Flórez 0.5%

Noticias UNO (Ipsos-Napoleón Franco, 27 de octubre)
- Samuel Moreno 49%
- Enrique Peñalosa 19%
- William Vinasco 19%

### Tarjetón Electoral
Muestra del tarjetón electoral de calidad=&imagen=&url=&acción= (enlace roto disponible en Internet Archive; véase el historial, la primera versión y la última).

## Candidaturas alConcejo Distrital
Se inscribieron 17 listas de candidatos para buscar las 45 curules del concejo; sus principales figuras son las siguientes:
- Partido Liberal Colombiano: Concejales como Gilma Jiménez, Jorge Ernesto Salamanca, Jorge Durán Silva, Lariza Pizano y Ángela Benedetti; excandidatos al congreso como Liliana de Diago, Jorge Pastrán e Iván Name y líderes nuevos como la edil Carolina Gómez Hermida.

- Partido Conservador Colombiano: Concejales como Severo Correa, Ómar Mejía y Soledad Tamayo, excandidatos al Congreso como José Luis Sinning y Flavio Maya y líderes nuevos como Aníbal Fernández de Soto.

- Apertura Liberal: Ediles como Robertino Romero.

- Convergencia Ciudadana: Concejales como Édgar Sánchez y Abel Valoyes; excandidatos al Congreso y al Concejo como Álvaro Hernán Caicedo y Javier Cubides.

- Cambio Radical: Concejales como Susana González, Darío Fernando Cepeda, Cristina Plazas y excandidatos al Congreso y al Concejo como Gerney Ríos, Fabio Macea y Darío Angarita y líderes nuevos como Carlos Fernando Galán.

- Verde Opción Centro: Líderes nuevos como Daniel García Colorado

- Autoridades Indígenas de Colombia: José María Silva y Juan Carlos Rueda

- Alianza Social Indígena: Régulo Cabrera y Jairo Hugo Rodríguez

- MIRA: Lista sin voto preferente, encabezada por el concejal y ex precandidato a la Alcaldía Mayor Carlos Alberto Baena. En segundo renglón el exmagistrado del Tribunal Superior Militar Humberto Quijano Martínez, seguido por el Ingeniero Industrial y excoordinador de Juventudes MIRA Carlos Eduardo Guevara, y en cuarto lugar el catedrático de Derecho Constitucional Andrés Felipe Arbeláez.

- Partido de la U: Concejales como Hipólito Moreno, Isaac Moreno de Caro y Orlando Parada; excandidatos al Congreso y al Concejo como Charles Schultz, Flor Elba Cárdenas y Javier Palacio y líderes nuevos como Martha Ordóñez.

- Polo Democrático Alternativo: Concejales como Alejandro Martínez, Carlos Vicente de Roux, Ati Quigua y Carlos Romero; excandidatos al Congreso y al Concejo como Jaime Caycedo Turriago, Celio Nieves y Lilia Solano y líderes nuevos como Antonio Sanguino.

- Colombia Democrática: Concejales como Yamile Medina y Emel Rojas.

- Colombia Viva: El concejal Luis Fernando Olivares, y excandidatos al Congreso y al Concejo como Félix Ariño.

- Alas Equipo Colombia: El concejal José Juan Rodríguez y líderes nuevos como Sergio Chica, catedrático de la Escuela Superior de Administración Pública, ESAP y de la Universidad Central.

- Alianza Social Afrocolombiana: Félix Córdoba y Apolinar Mena.

- "Pacto": El concejal Gustavo Páez Merchán.